# Quan hệ xã hội cùng giới
Trong lĩnh vực xã hội học, quan hệ xã hội cùng giới có nghĩa là các mối quan hệ cùng giới tính nhưng không có yếu tố tình yêu lãng mạn hay bản năng tình dục, ví dụ như tình bạn, tình thầy trò/cô trò hoặc những mối quan hệ khác. Các nhà nghiên cứu chuyên sử dụng khái niệm này chủ yếu là để giải thích cái cách mà nam giới đề cao sự thống trị của đàn ông trong xã hội.
Đối lập với quan hệ xã hội cùng giới là quan hệ xã hội nam nữ, nói về những mối quan hệ phi tình dục giữa những người khác giới với nhau.